# Machakos
Machakos er en by i den sydlige del af Kenya med et indbyggertal på cirka 114.109 (1999) indbyggere. Byen er hovedby i provinsen Østprovins og ligger 64 kilometer sydøst for Kenyas hovedstad Nairobi.